# Анжигорт
Анжиго́рт (рос. Анжигорт) — село у складі Шуришкарського району Ямало-Ненецького автономного округу Тюменської області, Росія. Входить до складу Мужівського сільського поселення.
Населення — 13 осіб (2010, 48 у 2002).
Національний склад станом на 2002 рік: ханти — 94 %.